# 汤光恢
汤光恢（1909年—2008年3月4日），江西省永丰县人，中国人民解放军将领、中国人民解放军开国少将。
1930年入中国共产党，曾任中国人民解放军沈阳军区公安军政委。1955年，授予中国人民解放军少将。
2008年3月4日在南昌因病医治无效逝世，享年99岁。